# Aeroportul Marmul, OOMX
Aeroportul Marmul, OOMX (IATA: OMM, ICAO: OOMX) este un aeroport din Oman ce deservește zona Marmul⁠(d).
Situat la o altitudine de 277 m, aeroportul dispune de o singură pistă.